# Oxynooidea
Oxynooidea is een superfamilie van weekdieren uit de klasse van de Gastropoda (slakken).

## Familie
- Cylindrobullidae Thiele, 1931
- Juliidae E. A. Smith, 1885
  - = Prasinidae Stoliczka, 1871
- Oxynoidae Stoliczka, 1868 (1847)
  - = Icarinae Gray, 1847
  - = Lobigeridae Pruvot-Fol, 1954
  - = Lophocercinae Gray, 1847
  - = Oxynoeidae
- Volvatellidae Pilsbry, 1895
  - = Arthessidae C. R. Boettger, 1963
  - = Ascobullidae Habe, Okutani & Nishiwaki, 1994